# San Mateo (escultura)
La escultura urbana conocida por el nombre San Mateo, ubicada en la calle San Mateo, en la ciudad de Oviedo, Principado de Asturias, España, es una de las más de un centenar que adornan las calles de la mencionada ciudad española.
El paisaje urbano de esta ciudad,  se ve adornado por  obras escultóricas, generalmente monumentos conmemorativos dedicados a personajes de especial relevancia en un primer momento, y más puramente artísticas desde finales del siglo XX.
La escultura, hecha en hierro, es obra de Rafael Rodríguez Urrusti, y está datada en 1996.
La obra, donada por el artista a su ciudad, nos presenta a San Mateo, autor del primer Evangelio, y  santo que preside la fiesta principal de Oviedo, que tiene su origen en el jubileo de la Santa Cruz que otorgó el papa Eugenio IV (1438), el cual fue  confirmado y mejorado por los pontífices Pío II, Sixto IV y Pío IV.